# Philippe Bellosta
Philippe Bellosta (né en 1967) est un ancien champion du monde de Scrabble. 

## Biographie
Originaire de Biarritz, il étudie au lycée Montaigne de Bordeaux. Il devient ensuite ingénieur en informatique.

## Performances en Scrabble
Il remporte le championnat du monde junior (pour les moins de 19 ans) en 1984. 
Deux ans plus tard, il devient champion du monde senior à l'âge de 19 ans,. Lors de ce championnat du monde à Lausanne, il bat Michel Duguet qui était alors le champion du monde et le champion de France en titre.  
En 1988, associé à Bruno Bloch, il se hisse à la troisième place du tournoi par paires du championnat du monde à Québec.
Bellosta a également remporté cinq autres titres majeurs : trois fois le festival d'Aix-les-Bains de Scrabble francophone et deux fois le festival de Cannes de Scrabble francophone. 
Il prend sa "retraite scrabblesque" en 1992 pour consacrer ses loisirs au bridge.

## Autres activités
Il devient Champion de France Interclub de bridge en 2008 et en 2025.

## Palmarès
- Champion du monde junior (1984)
- Vice-champion de France par paires (1985)
- Champion du monde (1986) (+ champion du monde de Jarnac)
- Vice-champion du monde par paire (1987)
- Vainqueur du premier tournoi ODS - mairie des Lilas à Paris (1990)
- Champion de France par paires (1990)
- Vainqueur du festival d'Aix-les-Bains (1987, 1988, 1991)
- Vainqueur du festival de Cannes (1989, 1990)